# Abram Topor
Pour les articles homonymes, voir Topor.
Abram Jechiel Topor (né le 24 février 1903 à Varsovie et mort le 9 octobre 1992 à Paris 14e) est un peintre français d'origine polonaise.

## Biographie
Il naît en Pologne, dans une famille juive. Il suit les cours de l'école des Beaux-Arts de Varsovie, puis des Beaux-Arts de Paris, ville où il s'installe. Sculpteur de formation, il doit renoncer à cette spécialité pour gagner sa vie durant la crise des années 1930. Il reprend tardivement sa carrière d'artiste et réalise une œuvre surtout marquée par son traitement des paysages. Les arbres tiennent une place prépondérante dans sa lecture d'une nature tantôt sereine, tantôt angoissante.
Il a exposé en France, Belgique, Pays-Bas, Suisse, Allemagne et Italie. Il a épousé Zlata Binsztok, une brodeuse. Le peintre et dessinateur Roland Topor et l'historienne Hélène d'Almeida-Topor sont ses enfants et l'historien Fabrice d'Almeida son petit-fils.

## Sources
- Abram Topor grandeur nature, Paris, éditions Passages, 2002